# Monastero di Santa Maria di Ripoll
Il monastero di Santa Maria di Ripoll (catalano: Monestir de Santa Maria de Ripoll) è un monastero benedettino situato nel comune di Ripoll, sui Pirenei in Catalogna. Viene considerato una delle migliori manifestazioni dell'arte romanica della zona, oltre che un simbolo per i catalani in quanto vi sono conservate le spoglie di Goffredo il Villoso, considerato il fondatore della Catalogna.

## Storia
Il monastero fu fondato nell'anno 880 dal conte Goffredo il Villoso, primo conte della Catalogna allo scopo di ripopolare la vallata del fiume Ripoll e soprattutto aumentare i suoi possedimenti verso la Cerdagna e Ponts. Venne dotato non solo di terre ma anche di diritti pubblici e privilegi giuridici, come i servigi reali sulle terre di Estiula e Ordina e sui mercati del pesce di Ter e Freser oltre ad essere dichiarato esente dalla giurisdizione ordinaria in tema di molti delitti, ai monaci inoltre venne riconosciuto il diritto di eleggere liberamente il proprio abate. La chiesa venne consacrata il 20 aprile 888, dedicandola a santa Maria.

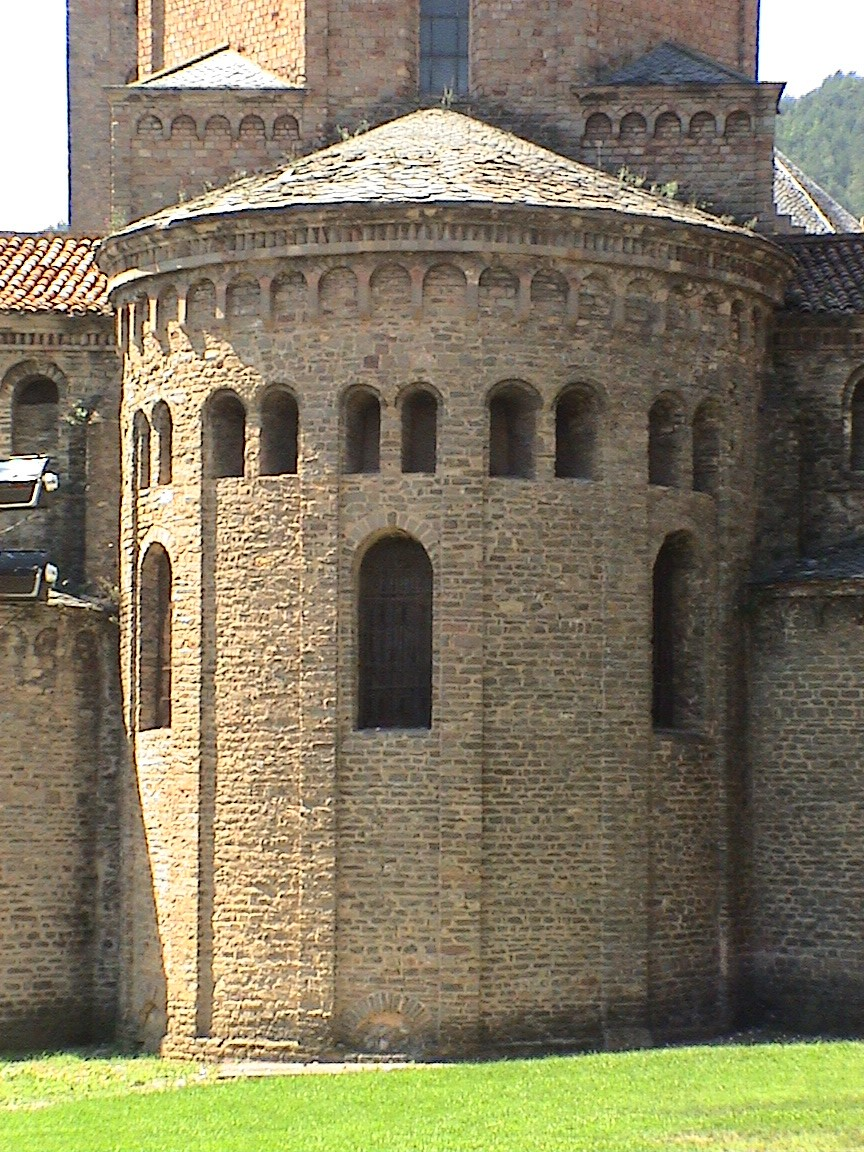
Abside di Santa Maria di Ripoll

Goffredo fece educare il figlio Radulfo nel monastero medesimo, e questi divenne più tardi abate di Ripoll e vescovo di Urgell, e successivamente fece lo stesso con la figlia Emma, che entrò nel vicino convento di Sant Joan de les Abadesses,anch'esso fondato dal Villoso.
Nel corso degli anni successivi il monastero crebbe e si sviluppò rapidamente e fu nuovamente consacrato nel 935, 977 e 1032.
Divenne inoltre un importante centro culturale grazie alla biblioteca che a metà del X secolo conteneva 66 manoscritti, nel 1008 se ne contavano 121 e nel 1046 ben 246, un buon numero per quei tempi. I manoscritti erano generalmente copiati dai monaci stessi nello scriptorium. L'esemplare di maggior valore della collezione è conosciuto come la Bibbia di Ripoll, ricca di illustrazioni e con una serie di testi introduttivi che ne fanno quasi un'enciclopedia del testo sacro. Sempre all'interno del monastero fu scritto alla fine del XIII secolo il Gesta Comitum Barcinonesum, considerata il primo testo di storia della Catalogna.
L'abate Oliba si incaricò anche di espandere l'influenza del monastero con la fondazione di altri monasteri come quello di Montserrat o quello di Sant Martí del Canigó.
Dall'anno 1070 il monastero passò alle dipendenze di quello di San Vittore di Marsiglia fino all'anno 1169. Santa Maria di Ripoll continuò ad essere il principale centro religioso di Catalogna fino al XV, data a partire dalla quale iniziò un lento declino iniziato con la perdita del controllo sul monastero di Montserrat, in seguito soprattutto alle diverse posizioni dei due rettori durante lo Scisma d'Occidente.
Il 2 febbraio 1428 un forte terremoto, approssimativamente stimato grado IX della scala Mercalli squassò la comarca di Ripollès, distruggendo completamente uno dei due campanili del complesso e interessando pesantemente anche il resto dell'edificio, le cui parti rovinate furono ricostruite in stile gotico.
Anche il monastero di Ripoll fu abbandonato nel 1835 in seguito alla Desamortización di Mendizábal, una serie di misure volte a limitare il potere del clero, venne spogliato di molti beni e incendiato. Pian piano l'edificio cadde in rovina: nel 1847 perse una parte del chiostro e nel 1856 perse la torre dell'abbazia e successivamente venne utilizzato come fonte di blocchi di pietra che vennero venduti a privati.
Nel 1886 però, grazie all'interessamento del vescovo Morgades di Vic, iniziarono i lavori di ricostruzione del monastero sotto la direzione dell'architetto Elies Rogent che si conclusero il 10 luglio 1893 con la nuova consacrazione della basilica. Tuttavia il restauro cambiò profondamente l'aspetto originario della struttura, per esempio furono aggiunte le colonne delle navate laterali. Nel 1931 il monastero venne dichiarato monumento.

## Il complesso

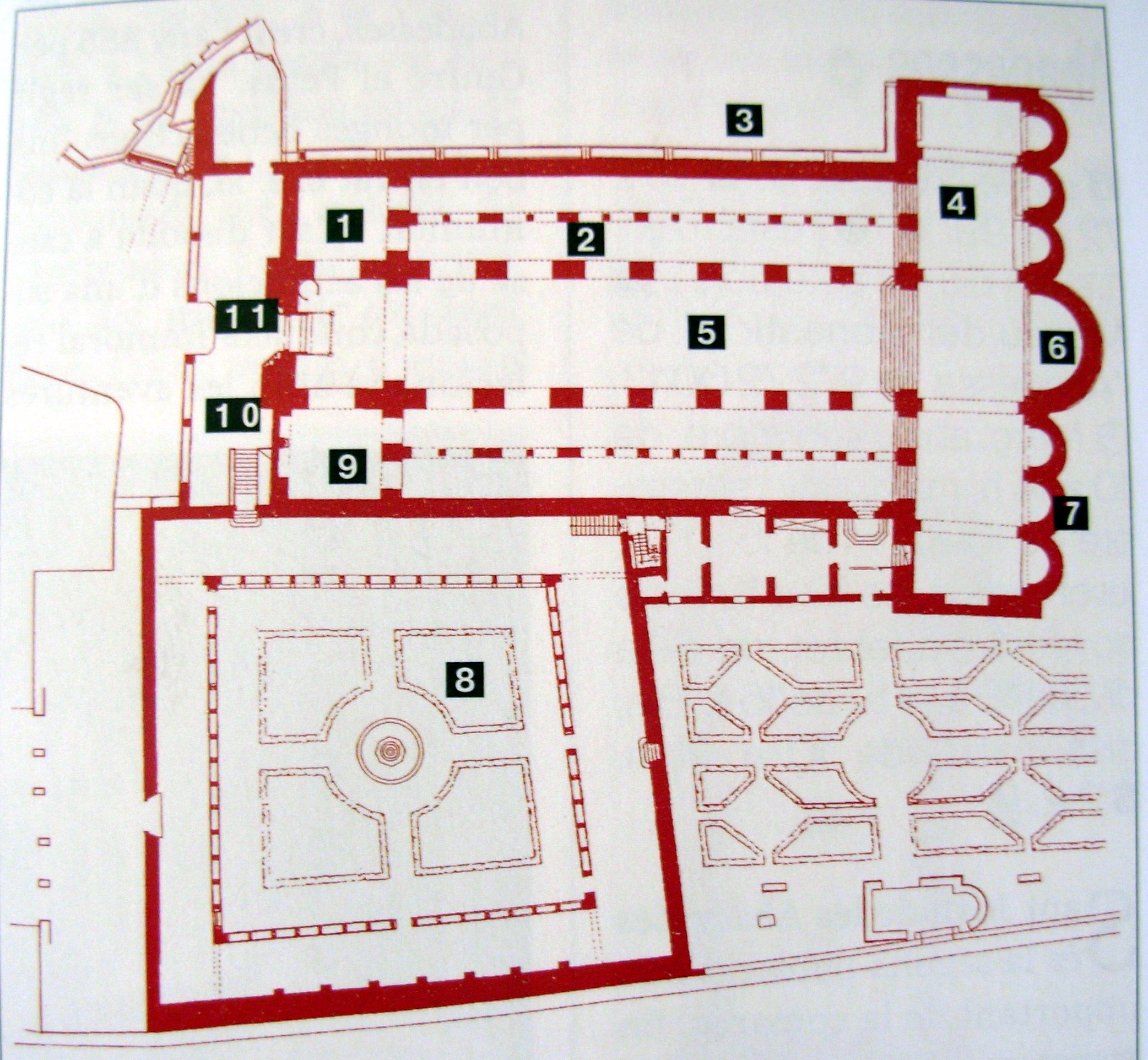
Pianta del monastero

### La chiesa
La chiesa odierna fu costruita da due abati molto importanti nella storia del monastero: l'abate Arnulfo e l'abate Oliba ed è costituita da cinque navate con sette absidi coperta da un tetto di legno. È lunga all'incirca 60 metri e larga 40 e fu terminata nel 977.
Oliba in particolare fece aggiungere un transetto e la cripta e infine il portico all'entrata e le due torri campanarie al lato della facciata, queste opere si conclusero nel 1032. Con il restauro del 1830 si ridussero le navate da cinque a tre.
Nella cripta sono interrati i resti dei conti di Besalú fino a Ramon Berenguer IV.

### Il chiostro
Il chiostro è costituito da due piani. Il primo venne costruito intorno al 1180 ma fu definitivamente concluso nel XV secolo; il piano superiore invece fu edificato tra il secolo XV e XVI. È formato da tredici archi semicircolari con capitelli corinzi ognuno dei quali è decorato con temi che vanno dalla mitologia classica a temi di vita quotidiana.
Proprio in una figura del capitello del piano inferiore è racchiuso un piccolo mistero, in quanto viene raffigurato un volto di fattezze orientali con dettagli della cultura cinese quando ancora la Cina non era stata raggiunta.

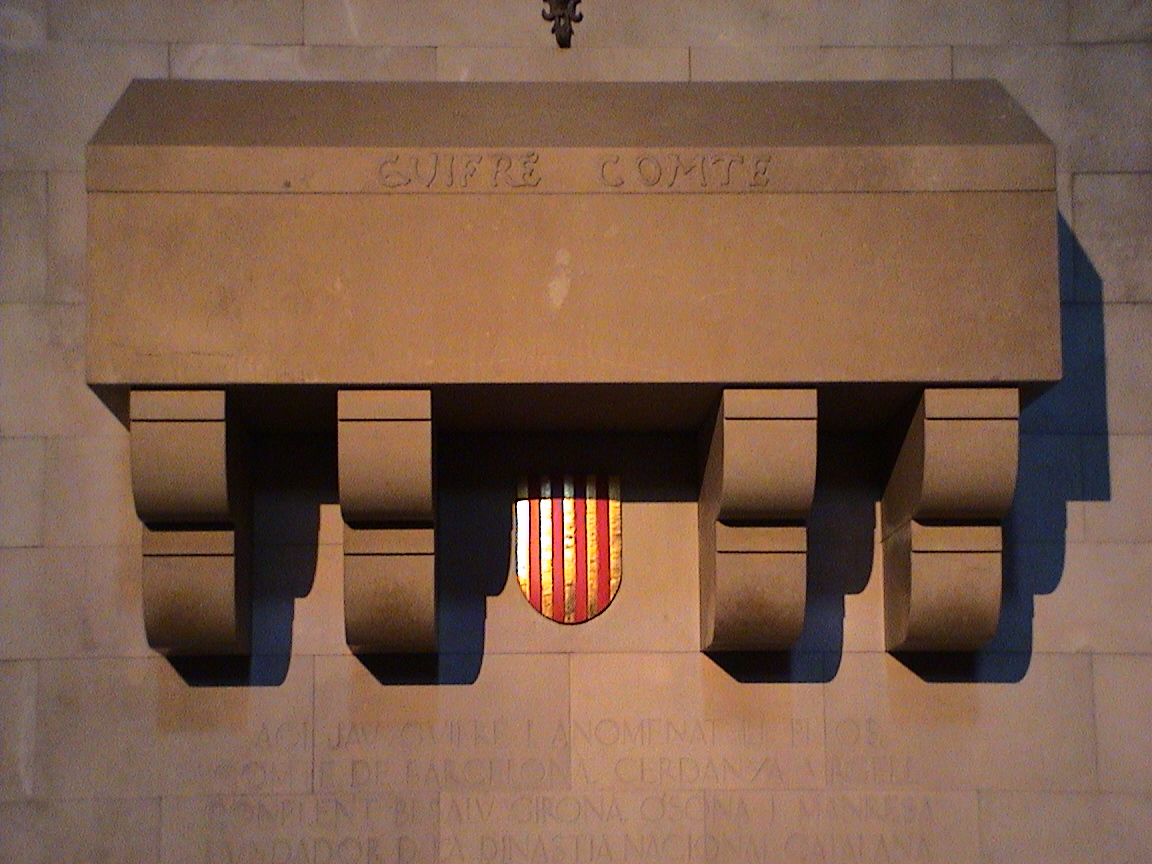
Sepolcro del Conte Goffredo il Villoso.

### Il portico
Il portico, di circa un metro di spessore è composto da una serie di blocchi di pietra addossati alle pareti della chiesa. Venne rovinato dagli incendi sopra descritti ma ciononostante è considerato un pezzo importante dell'arte romanica catalana
La parte frontale è coperta da un rilievo realizzato a metà del XII secolo ed è diviso in tre frange orizzontali, al centro è rappresentato un Cristo pantocrate e al suo intorno i simboli dei quattro evangelisti. Nella parte inferiore sono rappresentati diversi animali e la rappresentazione dei sette peccati capitali.
Il portico poi è arricchito da due statue praticamente distrutte che rappresentano San Pietro e San Paolo attorniate da scene di vita degli apostoli e dalla rappresentazione dei dodici mesi dell'anno.